# Football Club Casale 2021-2022
Questa voce raccoglie le informazioni riguardanti il Football Club Casale A.S.D. nelle competizioni ufficiali della stagione 2021-2022.

## Divise e sponsor
Il fornitore tecnico per la stagione 2021-2022 è Erreà, mentre gli sponsor di maglia sono i seguenti:
- Console and Partners, il cui marchio appare sul centro delle divise
- Energica, sul retro della divisa
- Olivetti, sulla manica sinistra

| 1ª divisa | 2ª divisa |

## Rosa
| N. |                    | Ruolo | Calciatore          |
| -- | ------------------ | ----- | ------------------- |
| 1  | Italia (bandiera)  | P     | Mattia Paloschi     |
| 3  | Italia (bandiera)  | D     | Marco Juricic       |
| 4  | Italia (bandiera)  | C     | Tommaso Brevi       |
| 5  | Italia (bandiera)  | D     | Giorgio Gianola     |
| 6  | Senegal (bandiera) | D     | Ibrahime Mbaye      |
| 7  | Italia (bandiera)  | A     | Riccardo Forte      |
| 8  | Francia (bandiera) | C     | Malaury Martin      |
| 9  | Italia (bandiera)  | A     | Giovanni Ricciardo  |
| 10 | Italia (bandiera)  | C     | Roberto Candido     |
| 11 | Italia (bandiera)  | A     | Riccardo Rossini    |
| 12 | Italia (bandiera)  | P     | Filippo Dadone      |
| 12 | Italia (bandiera)  | P     | Nicolò Tamburelli   |
| 13 | Spagna (bandiera)  | C     | Guille Pérez        |
| 14 | Italia (bandiera)  | C     | Vittorio Continella |
| 17 | Italia (bandiera)  | D     | Giovanni Vicini     |
| 18 | Italia (bandiera)  | D     | Vincenzo Guarino    |

| N. |                    | Ruolo | Calciatore            |
| -- | ------------------ | ----- | --------------------- |
| 19 | Italia (bandiera)  | D     | Filippo Gilli         |
| 20 | Italia (bandiera)  | D     | Francesco Casella     |
| 21 | Albania (bandiera) | C     | Ardit Mullici         |
| 22 | Italia (bandiera)  | P     | Vincenzo Cozzella     |
| 22 | Croazia (bandiera) | P     | Mihovil Franetović    |
| 23 | Tunisia (bandiera) | C     | Daysam Ben Nasr       |
| 25 | Italia (bandiera)  | C     | Simone Montenegro     |
| 26 | Italia (bandiera)  | C     | Francesco Palermo     |
| 30 | Italia (bandiera)  | C     | Precious Amayah       |
| 32 | Ucraina (bandiera) | A     | Artem Onišenko        |
| 33 | Italia (bandiera)  | D     | Amedeo Silvestri      |
| 44 | Italia (bandiera)  | C     | Salvatore D'Ancora    |
| 77 | Italia (bandiera)  | C     | Gabriele Giacchino    |
| 91 | Italia (bandiera)  | A     | Alessandro Gatto      |
| 96 | Italia (bandiera)  | D     | Mario Leonardo Cannia |
|    | Italia (bandiera)  | D     | Matteo Darini         |

## Calciomercato

### Sessione estiva
| Acquisti | Acquisti            | Acquisti      | Acquisti      |
| R.       | Nome                | da            | Modalità      |
| -------- | ------------------- | ------------- | ------------- |
| P        | Vincenzo Cozzella   | Montpellier   | svincolato    |
| P        | Alan Myrta          | Luese         | fine prestito |
| P        | Mattia Paloschi     | Milan         | definitivo    |
| D        | Mattia Albino       | LG Trino      | fine prestito |
| D        | Andrea Alliverti    | Monferrato    | fine prestito |
| D        | Alessandro Battista | LG Trino      | fine prestito |
| D        | Mykael Bytyci       | LG Trino      | fine prestito |
| D        | Francesco Casella   | Messina       | svincolato    |
| D        | Giorgio Gianola     | Crema         | definitivo    |
| D        | Filippo Gilli       | Arezzo        | svincolato    |
| D        | Vincenzo Guarino    | Siena         | svincolato    |
| D        | Marco Juricic       | Torino        | prestito      |
| D        | Ibrahime Mbaye      | Troina        | svincolato    |
| D        | Amedeo Silvestri    |               | svincolato    |
| C        | Tommaso Brevi       | Mestre        | svincolato    |
| C        | Roberto Candido     | Casatese      | svincolato    |
| C        | Vittorio Continella | Torino        | definitivo    |
| C        | Gabriele Giacchino  | Genoa         | definitivo    |
| C        | Federico Giarola    | LG Trino      | fine prestito |
| C        | Alessio Leveque     | San Luca      | svincolato    |
| C        | Malaury Martin      | Palermo       | svincolato    |
| C        | Artem Onišenko      | Perugia       | prestito      |
| C        | Simone Premoli      | Borgovercelli | fine prestito |
| C        | Riccardo Rossini    | Giana Erminio | svincolato    |
| C        | Simone Starno       | Pastor Frigor | fine prestito |
| A        | Riccardo Forte      | Mestre        | svincolato    |
| A        | Mirko Mazzucco      | PastorFrigor  | fine prestito |
| A        | Giovanni Ricciardo  | Siena         | svincolato    |

| Cessioni | Cessioni            | Cessioni            | Cessioni      |
| R.       | Nome                | a                   | Modalità      |
| -------- | ------------------- | ------------------- | ------------- |
| P        | Giacomo Drago       | Novara              | fine prestito |
| P        | Alan Myrta          | Castellazzo Bormida | prestito      |
| P        | Adams Nikoci        |                     | svincolato    |
| D        | Mattia Albino       | Valenzana           | prestito      |
| D        | Alessandro Battista | Castellazzo Bormida | prestito      |
| D        | Samuele Bettoni     | Legnano             | svincolato    |
| D        | Mykael Bytyci       | LG Trino            | definitivo    |
| D        | Nicola Cintoi       | Real Forte Querceta | svincolato    |
| D        | Eros Fabbri         | Sanremese           | definitivo    |
| D        | Federico Fontana    | Livorno             | prestito      |
| D        | Simone Guida        | Prato               | svincolato    |
| D        | Oussama M'Hamsi     | Castellazzo Bormida | svincolato    |
| D        | Youssef Nouri       | Sanremese           | definitivo    |
| D        | Francesco Todisco   | Derthona            | svincolato    |
| C        | Davide Osellame     | PastorFrigor        | definitivo    |
| C        | Claudio Poesio      | Varesina            | svincolato    |
| C        | Federico Romeo      | Pro Vercelli        | fine prestito |
| A        | Lorenzo Coccolo     | Gozzano             | svincolato    |
| A        | Nicholas Cocola     | Campodarsego        | svincolato    |
| A        | Matteo Colombi      | Campodarsego        | svincolato    |
| A        | Riccardo Franchini  | Fanfulla            | svincolato    |
| A        | Marc Lewandowski    | Varzi               | svincolato    |

### Operazioni successive alla sessione estiva
| Acquisti | Acquisti          | Acquisti | Acquisti   |
| R.       | Nome              | da       | Modalità   |
| -------- | ----------------- | -------- | ---------- |
| C        | Daniel Kofi Agyei |          | svincolato |
| C        | Guille Pérez      | PDHAE    | svincolato |

| Cessioni | Cessioni | Cessioni | Cessioni |
| R.       | Nome     | a        | Modalità |
| -------- | -------- | -------- | -------- |

### Sessione invernale (dall'1/12 al 31/1)
| Acquisti | Acquisti              | Acquisti  | Acquisti   |
| R.       | Nome                  | da        | Modalità   |
| -------- | --------------------- | --------- | ---------- |
| D        | Mario Leonardo Cannia | Arzignano | svincolato |
| D        | Mattei Darini         | Siena     | prestito   |
| C        | Salvatore D'Ancora    | Bitonto   | svincolato |
| C        | Mauro Pugliese        | Novara    | definitivo |
| A        | Alessandro Gatto      | Trapani   | svincolato |

| Cessioni | Cessioni | Cessioni | Cessioni |
| R.       | Nome     | a        | Modalità |
| -------- | -------- | -------- | -------- |

## Risultati

### Serie D

#### Girone di andata
| Arbitro: | Paccagnella (Bologna) |

|                                    |           |  |
| Candido 7’, 28’ (rig.) Rossini 31’ | Marcatori |  |

| Sestri Levante 10 novembre 2021, ore 14:30 CET 2ª giornata | Sestri Levante    | 0 – 0 | Casale | Stadio Giuseppe Sivori\| Arbitro: \| Bianchini (Terni) \| |
| Arbitro:                                                   | Bianchini (Terni) |       |        |                                                           |

| Arbitro: | Gai (Carbonia) |

|             |           |              |
| Candido 40’ | Marcatori | 80’ Lo Bosco |

| Arbitro: | Peletti (Crema) |

|          |           |                        |
| Vita 69’ | Marcatori | 79’ Martin 83’ Candido |

| Arbitro: | Di Nosse (Nocera Inferiore) |

|             |           |                 |
| Forte 90+3’ | Marcatori | 39’, 65’ Diallo |

| Arbitro: | Cosseddu (Nuoro) |

|          |           |               |
| Corno 1’ | Marcatori | 86’ Silvestri |

| Arbitro: | Tagliente (Brindisi) |

|  |           |                           |
|  | Marcatori | 8’, 25’ Forte 31’ Candido |

| Arbitro: | Liotta (Castellammare di Stabia) |

|               |           |  |
| Ricciardo 87’ | Marcatori |  |

| Arbitro: | Tricarico (Verona) |

|  |           |           |
|  | Marcatori | 19’ Forte |

| Arbitro: | Bortolussi (Nichelino) |

|                         |           |  |
| Forte 28’ Ricciardo 65’ | Marcatori |  |

| Arbitro: | Bozzetto (Bergamo) |

|                                  |           |          |
| Vuthaj 10’, 13’, 90’ Vaccari 50’ | Marcatori | 4’ Forte |

| Arbitro: | Palmieri (Conegliano) |

|                |           |  |
| Forte 36’, 81’ | Marcatori |  |

| Arbitro: | Cardella (Torre del Greco) |

|                        |           |             |
| Omoregbe 41’ Marra 90’ | Marcatori | 15’ Candido |

| Arbitro: | Castellone (Napoli) |

|  |           |             |
|  | Marcatori | 35’ Corsini |

| Arbitro: | Zambetti (Lovere) |

|                  |           |  |
| Cassata 49’, 71’ | Marcatori |  |

| Casale Monferrato 9 marzo 2022, ore 14:30 CET 16ª giornata | Casale             | 0 – 0 | Asti | Stadio Natale Palli\| Arbitro: \| Di Renzo (Bolzano) \| |
| Arbitro:                                                   | Di Renzo (Bolzano) |       |      |                                                         |

| Arbitro: | Gangi (Enna) |

|           |           |  |
| Minaj 25’ | Marcatori |  |

| Arbitro: | Arcidiacono (Acireale) |

|                                      |           |               |
| Rossini 34’ Continella 37’ Forte 75’ | Marcatori | 42’ Capellupo |

| Arbitro: | Campagni (Firenze) |

|              |           |                    |
| Cericola 15’ | Marcatori | 45+1’ (rig.) Gatto |

#### Girone di ritorno
| Arbitro: | Esposito (Napoli) |

|                   |           |              |
| Vitiello 24’, 36’ | Marcatori | 71’ D'Ancora |

| Casale Monferrato 20 marzo 2022, ore 14:30 CET 21ª giornata | Casale                    | 0 – 0 | Sestri Levante | Stadio Natale Palli\| Arbitro: \| Okret (Gradisca d'Isonzo) \| |
| Arbitro:                                                    | Okret (Gradisca d'Isonzo) |       |                |                                                                |

| Arbitro: | Gavini (Aprilia) |

|          |           |                                              |
| Capra 6’ | Marcatori | 24’ Gatto 42’ D'Ancora 87’ Palma 90+3’ Forte |

| Arbitro: | Ramondino (Palermo) |

|                  |           |                                        |
| Forte 73’ (rig.) | Marcatori | 51’ Anastasia 57’ Valagussa 90+3’ Vita |

| Tortona 6 aprile 2022, ore 15:00 CEST 24ª giornata | Derthona                        | 0 – 0 | Casale | Stadio Fausto Coppi\| Arbitro: \| Gallo (Castellammare di Stabia) \| |
| Arbitro:                                           | Gallo (Castellammare di Stabia) |       |        |                                                                      |

| Arbitro: | Mazzer (Conegliano) |

|                                 |           |           |
| Gatto 55’ (rig.) Pugliese 90+4’ | Marcatori | 70’ Rocco |

| Arbitro: | Caggiari (Cagliari) |

|           |           |           |
| Forte 82’ | Marcatori | 14’ Greco |

| Montjovet 6 marzo 2022, ore 14:30 CET 27ª giornata | PDHAE          | 0 – 0 | Casale | Stadio comunale\| Arbitro: \| Mirri (Savona) \| |
| Arbitro:                                           | Mirri (Savona) |       |        |                                                 |

| Arbitro: | Cerbasi (Arezzo) |

|              |           |  |
| Darini 90+1’ | Marcatori |  |

| Arbitro: | Gresia (Piacenza) |

|            |           |                                         |
| Menabo 72’ | Marcatori | 13’, 86’ Rossini 18’ Pérez 81’ D'Ancora |

| Casale Monferrato 30 marzo 2022, ore 14:30 CEST 30ª giornata | Casale             | 0 – 0 | Novara | Stadio Natale Palli\| Arbitro: \| Iannello (Messina) \| |
| Arbitro:                                                     | Iannello (Messina) |       |        |                                                         |

| Arbitro: | Boiani (Pesaro) |

|  |           |             |
|  | Marcatori | 49’ Rossini |

| Arbitro: | Cevenini (Siena) |

|                                                         |           |           |
| D'Ancora 22’, 72’ Rssini 39’ Continella 43’ Gianola 68’ | Marcatori | 33’ Areco |

| Arbitro: | Marchioni (Rieti) |

|             |           |                     |
| Corsini 37’ | Marcatori | 49’ Pérez 53’ Forte |

| Arbitro: | Marangone (Udine) |

|               |           |  |
| Silvestri 27’ | Marcatori |  |

| Asti 27 aprile 2022, ore 15:00 CEST 35ª giornata | Asti            | 0 – 0 | Casale | Stadio Censin Bosia\| Arbitro: \| Bouabid (Prato) \| |
| Arbitro:                                         | Bouabid (Prato) |       |        |                                                      |

| Casale Monferrato 1º maggio 2022, ore 15:00 CEST 36ª giornata | Casale            | 0 – 0 | Città di Varese | Stadio Natale Palli\| Arbitro: \| Di Loreto (Terni) \| |
| Arbitro:                                                      | Di Loreto (Terni) |       |                 |                                                        |

| Arbitro: | Virgilio (Agrigento) |

|              |           |                |
| Pavesi 45+1’ | Marcatori | 30’, 32’ Forte |

| Arbitro: | Manzo (Torre Annunziata) |

|           |           |              |
| Gatto 51’ | Marcatori | 68’ Cericola |

#### Play-off
| Arbitro: | Fantozzi (Civitavecchia) |

|          |           |                        |
| Forte 9’ | Marcatori | 38’ Disabato 78’ Minaj |

### Coppa Italia Serie D
| Arbitro: | Moretti (Como) |

|                              |                      |                       |
| Vesi 42’                     | Marcatori            | 9’ Ricciardo          |
| Gulli Cestrone Jeantet Pérez | Tiri di rigore 4 – 1 | Candido Leveque Brevi |

## Statistiche

### Statistiche di squadra
| Competizione         | Punti | In casa | In casa | In casa | In casa | In casa | In casa | In trasferta | In trasferta | In trasferta | In trasferta | In trasferta | In trasferta | Totale | Totale | Totale | Totale | Totale | Totale | DR  |
| Competizione         | Punti | G       | V       | N       | P       | Gf      | Gs      | G            | V            | N            | P            | Gf           | Gs           | G      | V      | N      | P      | Gf     | Gs     | DR  |
| -------------------- | ----- | ------- | ------- | ------- | ------- | ------- | ------- | ------------ | ------------ | ------------ | ------------ | ------------ | ------------ | ------ | ------ | ------ | ------ | ------ | ------ | --- |
| Serie D              | 64    | 19      | 9       | 7       | 3       | 47      | 14      | 19           | 8            | 6            | 5            | 24           | 18           | 38     | 17     | 13     | 8      | 75     | 27     | +48 |
| Coppa Italia Serie D | -     | 0       | 0       | 0       | 0       | 0       | 0       | 1            | 0            | 1            | 0            | 1            | 1            | 1      | 0      | 1      | 0      | 1      | 1      | 0   |
| Totale               | 64    | 19      | 9       | 7       | 3       | 47      | 14      | 20           | 8            | 7            | 5            | 25           | 19           | 39     | 17     | 14     | 8      | 76     | 28     | +48 |

### Andamento in campionato
| Giornata  | 1 | 2 | 3 | 4 | 5 | 6  | 7 | 8 | 9 | 10 | 11 | 12 | 13 | 14 | 15 | 16 | 17 | 18 | 19 | 20 | 21 | 22 | 23 | 24 | 25 | 26 | 27 | 28 | 29 | 30 | 31 | 32 | 33 | 34 | 35 | 36 | 37 | 38 |
| --------- | - | - | - | - | - | -- | - | - | - | -- | -- | -- | -- | -- | -- | -- | -- | -- | -- | -- | -- | -- | -- | -- | -- | -- | -- | -- | -- | -- | -- | -- | -- | -- | -- | -- | -- | -- |
| Luogo     | C | T | C | T | C | T  | T | C | T | C  | T  | C  | T  | C  | T  | C  | T  | C  | T  | T  | C  | T  | C  | T  | C  | C  | T  | C  | T  | C  | T  | C  | T  | C  | T  | C  | T  | C  |
| Risultato | V | N | N | V | P | N  | V | V | V | V  | P  | V  | P  | P  | P  | N  | P  | V  | N  | P  | N  | V  | P  | N  | V  | N  | N  | V  | V  | N  | V  | V  | V  | V  | N  | N  | V  | N  |
| Posizione | 1 | 2 | 8 | 4 | 8 | 10 | 6 | 4 | 4 | 3  | 3  | 3  | 4  | 6  | 9  | 9  | 9  | 9  | 9  | 10 | 7  | 9  | 10 | 5  | 9  | 9  | 9  | 7  | 6  | 6  | 5  | 4  | 3  | 3  | 3  | 3  | 3  | 3  |

Legenda:

Luogo: C = Casa; T = Trasferta. Risultato: V = Vittoria; N = Pareggio; P = Sconfitta.